# Beugratás (film)
A Beugratás (eredeti cím: The Hoax) 2006-ban bemutatott amerikai vígjáték-dráma Richard Gere főszereplésével. A filmet Lasse Hallström svéd filmrendező rendezte. A William Wheeler által írt forgatókönyv Clifford Irving azonos című könyve alapján készült. A könyv elmeséli, hogy Irving milyen jól kidolgozott átverést hajtott végre Howard Hughes önéletrajzának kiadásával, amelynek megírásában állítólag segédkezett, anélkül, hogy valaha is beszélt volna Hughes-szal.
A forgatókönyv jelentősen eltér a könyvtől. A film technikai tanácsadójaként alkalmazott Irving elégedetlen volt a végeredménnyel, és később azt kérte, hogy a nevét vegyék le a stáblistáról. Ennek ellenére a kritikusok pozitívan fogadták, de bevételi szempontból megbukott; 25 millió dolláros költségvetésével szemben mindössze 11,7 millió dollárt keresett.

## Szereplők
| Színész                | Szerep               | Magyar hang       |
| ---------------------- | -------------------- | ----------------- |
| Richard Gere           | Clifford Irving      | Haás Vander Péter |
| Alfred Molina          | Richard Suskind      | Csuja Imre        |
| Marcia Gay Harden      | Edith Irving         | Kiss Erika        |
| Hope Davis             | Andrea Tate          | Fehér Anna        |
| Julie Delpy            | Nina van Pallandt    | Nádorfi Krisztina |
| Stanley Tucci          | Shelton Fisher       | Kassai Károly     |
| Eli Wallach            | Noah Dietrich        | Palóczy Frigyes   |
| Christopher Evan Welch | Albert Vanderkamp    | Hegedüs Miklós    |
| Peter McRobbie         | George Gordon Holmes | Áron László       |
| Željko Ivanek          | Ralph Graves         | Rosta Sándor      |
| Milton Buras           | Howard Hughes        | Maday Gábor       |

## A film készítése
A film egy részét a kaliforniai Coachella-völgyben forgatták. Irvinget a producerek technikai tanácsadóként alkalmazták. A forgatókönyvet jelentősen megváltoztatták a könyvhöz képest és Irving elégedetlen volt az eredménnyel. Azt mondta: „miután elolvastam a végleges forgatókönyvet, kértem, hogy a nevemet vegyék le a film stáblistájáról”.

## Bevételi adatok
A filmet 2007. április 6-án 235 moziban mutatták be az Amerikai Egyesült Államokban és Kanadában, és a nyitóhétvégén 1 449 320 dollárt termelt. A film végül 7 164 995 dolláros bevételt hozott az Egyesült Államokban és Kanadában, a külföldi piacokon pedig 4 607 188 dollárt, világszerte így összesen 11 772 183 dolláros bevételt gyűjtött.

## Fordítás
- Ez a szócikk részben vagy egészben  a   The Hoax című angol Wikipédia-szócikk fordításán alapul.  Az eredeti cikk szerkesztőit annak laptörténete sorolja fel. Ez a jelzés csupán a megfogalmazás eredetét és a szerzői jogokat jelzi, nem szolgál a cikkben szereplő információk forrásmegjelöléseként.